# Lauren Alaina
Lauren Alaina Kristine Suddeth (Rossville, Georgia; 8 de noviembre de 1994), más conocida como Lauren Alaina, es una cantante y compositora estadounidense de música country. Quedó en el segundo puesto de la décima temporada de American Idol. Su álbum debut, Wildflower fue publicado el 11 de octubre de 2011. Su segundo álbum Road Less Traveled fue publicado el 27 de enero de 2017; más tarde logró su primer #1 en el Country Airplay con la canción del mismo nombre.

## Primeros años
Alaina nació el 8 de noviembre de 1994, sus padres son Kristy y J.J. Suddeth de Rossville. Su padre trabaja como técnico de proceso en Chattanooga, Tennessee.
Alaina comenzó a cantar a la edad de tres años. Su primera presentación pública fue en un coro infantil y un lugar de vacaciones que ofrecía karaoke. Cantó en la iglesia, restaurantes, reuniones de vacaciones familiares y en cualquier lugar dentro de un radio de 30 millas de donde vivía.
A la edad de 8, Alaina entró a la competencia de talentos del Southern Stars Pageant y ganó. Al siguiente año fue seleccionada para participar en un escenario de talentos infantil en el Riverbend Festival de Chatanooga. Ella participó anualmente hasta la edad de doce, cuando ella ganó la competencia que le permitió participar en el gran escenario del festival. Ella viajó a Orlando, Florida cuando estuvo entre los diez puestos para competir en el American Model and Talent Competition. Ganó el evento, venciendo a más de 1.500 niños.
Alaina cantó con el grupo de niños de la Georgia Country Gospel Music Association. A la edad de 12, Alaina realizó el primero de varios viajes a Nashville. Ella se presentó en bares lovales en Broadway, tales como Tootsie's. En el 2009, Alaina fue la primera ganadora del concurso de talentos de jóvenes WinniSTAR en el parque de diversiones del Lago Winnepesaukah. Además de actuar, Alaina escribió varias canciones incluyendo «Leaving» y «Set Me Free».
Alaina se inspiró a cantar por su primo, Holly Witherow, quien fue diagnosticad con un tumor cerebral. Antes de Idol, Alaina trabajó en Cicis. Ella asistió a la secundaria Lakeview-Fort Oglethorpe en Fort Oglethorpe, donde ella fue porrista.

## American Idol
Alaina audicióno para la décima temporada de American Idol en Nashville, Tennessee. Desde el principio fue una de las favoritas de los jueces. Después de su audición, el jurado de Idol Steven Tyler declaró: "Hemos encontrado a la que es." el 14 de mayo fue proclamado "El  Día de Lauren" en su natal Rossville, Georgia. Durante la final de temporada, Alaina cantó «Before He Cheats» con su ídolo Carrie Underwood. El 25 de mayo de 2011, Alaina fue declarada subcampeona.

## Carrera musical
Después de Idol, Alaina firmó con Interscope Records, Mercury Nashville y 19 Recordings. Alaina publicó su primer sencillo «Like My Mother Does». La canción entró en el Hot Country Songs de Billboard en la posición 49 y el Hot 100 en la posición 20 y vendió 121.000 copias en su primera semana. «Like My Mother Does» alcanzó la posición 36 en el Hot Country Songs.
Después de finalizar la décima temporada, Alaina apareció y actuó en varios programas tales como The Tonight Show with Jay Leno, Live with Regis and Kelly y The Today Show. El 8 de junio de 2011, Alaina Y McCreery se presentaron en el CMT Music Awards. Además, Alaina realizó su debut en Grand Ole Opry el 10 de junio. Ella se presentó con Martina McBride en el Nissan Stadium durante el CMA Music Festival. El verano siguiente, Alaina salió de gira con American Idols LIVE! Tour 2011, el cual comenzó en West Valley City el 6 de julio, y finalizó en Manila el 21 de septiembre de 2011.

### 2011-2012: Wildflower
El 11 de octubre de 2011, Alaina publicó su álbum debut Wildflower, el cual debutó en el #5 del Billboard 200 y vendió 69.000 copias en su primera semana. El sencillo «Georgia Peaches» fue estrenado en la radio country el 24 de octubre. Alcanzó la posición 28 en el Hot Country Songs de Billboard.
Para promocionar el álbum, Alaina realizó numerosas apariciones en radio y televisión. Interpretó el sencillo «Georgia Peaches» en Good Morning America, Live with Regis and Kelly y The Ellen DeGeneres Show. El 22 de octubre de 2011, Alaina participó en el Opry Goes Pink, un concierto benéfico en el Grand Ole Opry para Women for the Cure. El 10 de noviembre de 2011, Alaina interpretó «My Grown Up Christmas List» en CMA Country Christmas. Además, Alaina cantó para Barack Obama y Michelle Obama en el especial de PBS In Performance at the White House el 21 de noviembre.
Alaina sirvió como acto de apertura para el My Kinda Party Tour de Jason Aldean del 20 de enero de 2012 al 19 de mayo de 2012. Además de My Kinda Party Tour, Alaina abrió el concierto de Sugarland In the Hands of the Fans Tour en fechas específicas, compenzado el 5 de abril de 2012 y finalizando el 1 de septiembre de 2012. El 8 de marzo, Alaina presentó Georgia Peaches en la decimoprimera temporada de American Idol.
El 26 de marzo de 2012, Alaina interpretó Georgia Peaches en The Today Show.  El 16 de junio de 2012, Alaina encabezó el show final de Riverbend, un festival musical en su natal Chattanooga, Tennessee.
En julio de 2012, «Eighteen Inches» se convirtió en el tercer sencillo del álbum, Wildflower. El sencillo fue enviado a las radio country el 16 de julio. ««Eighteen Inches» alcanzó la posición 37 en el Hot Country Songs de Billboard. En apoyo a la canción, Alaina se embarcó en una gira por 18 ciudades. Las ganancia de cada concierto beneficiaron varios organizaciones benéficas locales, incluyendo las Olimpiadas Especiales. El Inch-By-Inch tour empezó el 21 de septiembre de 2012, y terminó el 21 de septiembre de 2012.
En los American Country Awards de 2012, Alaina fue seleccionada como la "Nueva Artista del Año".

### 2013-presente: Lauren Alaina EP y Road Less Traveled
En enero de 2013, Alaina comenzó a grabar su segundo álbum. El 7 de mayo de 2013, Alaina lanzó el sencillo «Barefoot and Buckwild», el cual se ubicó en el puesto #34 del listado Hot Country Songs de Billboard. Interpretó la canción en la decimosegunda temporada de American Idol el 9 de mayo de 2013. En mayo de 2013, Alaina también lanzó una canción titulada «Antarctica: One World, One Family». La canción sirvió como tema central para la atracción SeaWorld Antarctica: Empire of the Penguin. El 10 de diciembre de 2013, Alaina publicó la versión de «My Grown Up Christmas List».
El 18 de septiembre de 2015, Alaina publicó el sencillo «Next Boyfriend». «Next Boyfriend» fue puesta en libertad por las emisoras el 28 de septiembre. El sencillo alcanzó el puesto N.º 39 en el Hot Country Songs de Billboard. A ello se sumó el EP Lauren Alaina el cual fue lanzado el 2 de octubre de 2015.
Una canción del EP, «History» fue usada para la cobertura del ESPN College Football.
El actual sencillo de Alaina, «Road Less Traveled», el cual ella coescribió junto a Meghan Trainor y Jesse Frasure, fue lanzado el 11 de julio de 2016. Alaina interpretó la canción en The Today Show el 8 de septiembre de 2016.

## Discografía
Álbumes de estudio
- 2011: Wildflower
- 2017: Road Less Traveled

EP
- 2015: Lauren Alaina